# Изпити по никое време
„Изпити по никое време“ е български игрален филм (семеен, комедия) от 1974 година на режисьора Иванка Гръбчева, по сценарий на Братя Мормареви. Оператор е Яцек Тодоров. Музиката във филма е композирана от Петър Ступел. Художник на постановката е Костадин Русаков.

## Сюжет
Две новели са обединени от общи герои и проблемите, свързани с разминаването на желанията на различните поколения.
„Изкушение“
Две деца намират портмоне. Радостта е голяма. Малкият Марко черпи всички със сладолед, боза и пасти. По-големият му брат Славчо решава, че постъпката им е неправилна и настоява да намерят на кого е портмонето и да го върнат. Така заедно със сина на адвоката те се срещат с редица хора, докато открият собственика – това е тяхна съседка – Иванова, която винаги им се кара и се оплаква на родителите им. Вместо благодарност те получават отново упреци.
„Концерт за цигулка“
Синът на сем. Пенчеви – Митко, ходи на уроци по цигулка. Майката иска детето ѝ да стане голям музикант. Но Митко не желае да свири и се уговаря с по-малкия си съименник Малкия Митко да ходи на уроците вместо него. Накрая планът им е разкрит по време на училищния концерт. Това не разколебава Пенчева в амбициите ѝ – тя купува пиано.

## Състав

### Актьорски състав
„Изкушение“
| Изпълнител                                   | Роля                            |
| децата                                       |                                 |
| -------------------------------------------- | ------------------------------- |
| Димитър Ганев                                | Марко                           |
| Огнян Желязков                               | Славчо                          |
| Николай Теохаров                             | синът на адвоката               |
| с участието на                               |                                 |
| Пейчо Пейчев                                 | бащата на момчетата             |
| Вяра Салплиева-Станева като (Вера Салплиева) | другарката Иванова              |
| Янко Янков                                   | Иван Болярски, писателят-юбиляр |

„Концерт за цигулка“
| Изпълнител                             | Роля                                                     |
| децата                                 |                                                          |
| -------------------------------------- | -------------------------------------------------------- |
| Войчех Тодоров като (Войтек Тодоров)   | Димитър Пенчев /Митко/                                   |
| Михаил Лазаров                         | Митко младши                                             |
| с участието на                         |                                                          |
| Ани Бакалова                           | майката на Митко Пенчев                                  |
| Георги Русев                           | Петър Пенчев, бащата на Митко Пенчев                     |
| з.а. Росица Данаилова                  | майката на Гошо                                          |
| Светослав Пеев                         |                                                          |
| Грета Ганчева                          | приятелка на майката на Митко                            |
| Минка Сюлеймезова                      | учителката по музика                                     |
| Теофан Хранов                          |                                                          |
| Павел Дубарев                          |                                                          |
| з.а. Ангел Ламбев                      |                                                          |
| Светозар Неделчев                      | докторът                                                 |
| з.а. Виолета Николова                  | учителка                                                 |
| Мария Карел                            | майката на Митко                                         |
| Антоанета Карамихайлова                |                                                          |
| Иван Попандреев                        |                                                          |
| Наталия Бардская                       |                                                          |
| Рихард Езра                            |                                                          |
| Лили Шопова                            |                                                          |
| Димитър Учкунов                        |                                                          |
| Ангелина Сарова                        | учителка                                                 |
| Веселин Борисов                        | приятел на Пенчеви                                       |
| Йорданка Цанева                        |                                                          |
| Александър Крунев (не е в титрите)     |                                                          |
| Валентин Тодоров (не е в титрите)      |                                                          |
| Силвия Славова (дете) (не е в титрите) | рецитиращата стихотворението за мама                     |
| Петър Андонов (не е в титрите)         |                                                          |
| Боян Гройс (не е в титрите)            |                                                          |
| Петя Миладинова (не е в титрите)       |                                                          |
| Димитър Димитров (не е в титрите)      |                                                          |
| Красимир Зарев (не е в титрите)        |                                                          |
| Димитър Стойчев (не е в титрите)       |                                                          |
| Елисавета Шопова (не е в титрите)      |                                                          |
| Георги Русаков (не е в титрите)        |                                                          |
| Със специалното участие на             | Състав от гъдуларчета при читалище „Вапцаров“, село Бъта |

### Творчески и технически екип
| Сценарий           | Братя Мормареви                                                                                  |
| Режисьор           | Иванка Гръбчева                                                                                  |
| Оператор           | Яцек Тодоров                                                                                     |
| Художник           | Костадин Русаков                                                                                 |
| Костюми            | Росица Станева                                                                                   |
| Музика             | Петър Ступел Песните изпълнява вокално инструментална група „Нестинари“                          |
| Звукооператор      | Рихард Андреев                                                                                   |
| Редактор           | Цветана Коларова                                                                                 |
| Втори режисьор     | Николай Попов                                                                                    |
| Монтаж             | Елена Димитрова София Гугушева Елена Ризова Виолета Начева                                       |
| Асистент-режисьори | Екатерина Петрова Мария Трайкова Лилия Бозаджиева                                                |
| Асистент-оператори | Константин Занков Константин Гошев Пламен Гелинов Пламен Сомов Емил Виделов                      |
| Грим               | Вера Търкаланова                                                                                 |
| Гардероб           | Любка Орханиева                                                                                  |
| Реквизит           | Любомир Попов                                                                                    |
| Фотографи          | Атанас Атанасов Корнелия Антонова                                                                |
| Осветление         | Любен Веляотс                                                                                    |
| Организатори       | Найден Стефанов Венелин Великов                                                                  |
| Директор           | Александър Маринов                                                                               |
| Distributed by     | Българска кинематография Студия за игрални филми Творчески колектив „МЛАДОСТ“ /Copyright © 1973/ |

## Награди
- Втора награда, Варна, 1974
- Голямата награда „Златен Пелайо“, Награда на Съюза на писателите-кинематографисти, Наградата на ЮНЕСКО, Наградата на Испанския национален център за детско-юношеско кино, Хихон, 1974
- Награда в Сантарен, 1979